# Daphlapur (stato)
Lo Stato di Daphlapur fu uno stato principesco del subcontinente indiano, avente per capitale la città di Daphlapur.

## Storia
Lo stato venne fondato nel 1680 attorno alla città di Daphlapur. Un tempo parte dei territori dei Maratha, divenne in seguito uno jagir (feudo).
Lo stato di Daphlapur ed il vicino Jath, durante il periodo coloniale inglese, furono gli unici due stati appartenenti all'Agenzia di Bijapur sotto la presidenza di Bombay, che divennero poi parte dell'Agenzia degli stati del Deccan. La terza vedova dell'ultimo regnante, la Ranibai Lakshmibai Saheb, morì senza eredi e la dinastia stessa si estinse. Daphlapur finì quindi per essere annesso allo stato di Jath il 27 gennaio 1917; i regnanti di Jath erano infatti imparentati con quelli di Daphlapur e pertanto risultarono i parenti legittimi più prossimi a succedere. Lo stato di Jath cessò poi a sua volta di esistere l'8 marzo 1948 quando entrò a far parte dello stato di Bombay nell'India repubblicana.
Lo stato disponeva di sei villaggi in totale sotto il proprio dominio, con un'area di soli 249 km² ed una popolazione di 6 006 abitanti nel 1881.

## Governanti
I regnanti di Daphlapur ebbero il titolo di Deshmukh.

### Deshmukh
- 1680 – 1703             Satvaji Rao I                     (m. 1706)
- 1703 – 1704             Bovaji Rao                        (m. 1704)
- 1704 – 1748             Yesu Bai "Au Sahib" (female)      (m. 1754)
- 1748 – 1759             Yeshwant Rao                      (m. 1759)
- 1759 – 1790             Amrit Rao I                       (m. 1790)
- 1790 – 1810             Khanji Rao                        (n. 17.. – m. 1810)
  - 1810 – 1822            Renuka Bai (f) – reggente    (m. 1822) (amministratore dal 1816)
- 1822 – dicembre 1885    Satvaji Rao II                    (n. 1797 – m. 1885)
- dicembre 1885 – 13 gennaio 1917  Ranibai Lakshmibai Saheb (f) (n. 1834 – m. 1917)